# Ecfrido de Mercia
Ecfrido o Egfrido de Mercia (inglés Ecgfrith, anglosajón Ecgfriþ /'edʒfriθ/) (muerto en diciembre de 796) fue un rey de Mercia que gobernó brevemente en 796, hijo y heredero del rey Offa de Mercia y su esposa Cyneþryþ. En 787, Offa lo coronó como cogobernante. Sucedió a su padre en julio de 796, pero a pesar de los esfuerzos de Offa para asegurar la sucesión de su hijo, está registrado que Ecfrido gobernó solo ciento cuarenta y un días. Si consideramos que la muerte de Offa ocurrió el 26 o 29 de julio, significa que Ecfrido murió el 14 o el 17 de diciembre.
Ecgfrido fue el primer rey anglosajón que recibió la consagración cristiana como parte de su coronación.